# John Carter (Sänger, 1942)
John Carter (* 20. Oktober 1942 als John Shakespeare in Small Heath, Birmingham) ist ein britischer Sänger, Songwriter und Musikproduzent.

## Leben
Bereits Ende der 1950er Jahre gründete Carter gemeinsam mit Ken Lewis seine erste Band, die Carter Lewis & the Southerners, eine Skiffle-Band, inspiriert von Buddy Holly. Größter Erfolg dieser Gruppe war 1963 die Single Your Momma’s Out of Town. Zu dieser Band gehörte zwischenzeitlich auch der Gitarrist Jimmy Page, später bei den Yardbirds und Led Zeppelin.
1965 wurde dann die Gruppe The Ivy League ins Leben gerufen, die sogleich drei Titel in den britischen Charts platzieren konnte (u. a. Tossing and Turning). John Carter verließ diese Formation jedoch bereits 1966, um sich auf eine Karriere als Songschreiber zu konzentrieren. Hier feierte er erste Erfolge mit Songs für Brenda Lee oder Herman’s Hermits. Er veröffentlichte jedoch auch weiterhin eigene Singles und war als Studiomusiker tätig. Als Backgroundsänger ist er unter anderem bei Tom Jones (It’s Not Unusual), Keith West (Excerpt from a Teenage Opera) oder The Who (I Can’t Explain) zu hören.
Bei dem 1966er Millionenseller Winchester Cathedral der New Vaudeville Band sang er die Leadstimme. Das Lied wurde in England die bestverkaufte Single des Jahres. Weitere Songs schrieb er u. a. für The Flower Pot Men (Let’s Go to San Francisco), die Troggs oder auch für Manfred Mann (Semi-Detached Suburban Mr. James).
1970 schrieb er gemeinsam mit seiner Frau Gillian Shakespeare das Stück Dreams Are Ten a Penny und veröffentlichte es selbst unter dem Pseudonym „Kincade“. In Großbritannien floppte der Titel, während er in Deutschland 1972/1973 zum Hit wurde und Platz 2 der Singles-Charts erreichte. Mit Do You Remember Marilyn gelang Kincade 1973 ein weiterer Top-20-Hit in Deutschland. Da Carter jedoch nicht live auftreten wollte, übernahmen Paul und Nigel Griggs sowie Rick Williams, die als „Octopus“ ebenfalls bei Penny Farthing unter Vertrag standen, auch für künftige Kincade-Singles den Job. Für den Sänger John Kincade produzierte Carter ab August 1973 einige ähnlich klingende Single-Erfolge, wie zum Beispiel Shine on Me Woman, den Kalin-Twins-Klassiker When und (’Til) I Kissed You, im Original von den Everly Brothers. 1974 produzierte Carter das Projekt First Class (Beach Baby) und spielte dabei auch Gitarre.
John Carter ist noch heute sehr aktiv im Musikgeschäft. Er schrieb Songs für Sammy Hagar und produzierte Tina Turner u. a. bei dem Stück Private Dancer. Am 6. Dezember 2004 veröffentlichte er ein Rock- und Pop-Album mit dem Namen A Rose by Any Other Name. Diese CD spielte er mit vielen gemeinsamen Freunden und Begleitern aus früheren Tagen ein, darunter Geoff Stephens, Alan Hawkshaw und Tony Burrows (letzterer war Leadsänger bei The Ivy League, The Flower Pot Men, White Plains, The Pipkins, Brotherhood of Man und Edison Lighthouse). Seine Frau Gil sang im Background.